# Сабуров, Александр Петрович
Алекса́ндр Петро́вич Сабу́ров (5 февраля 1870 или 5 ноября 1870 — 1919 или 1918, Москва) — последний петроградский губернатор, церемониймейстер Высочайшего двора.

## Биография
Родился в 1870 году. Сын дипломата и коллекционера Петра Александровича Сабурова и его жены Леонтины Альбертовны, урождённой графини Фитцтум фон-Экштед.
Воспитывался в Пажеском корпусе, с 16 октября 1889 года был камер-пажом. В 1890 году окончил курс и был выпущен корнетом в Кавалергардский полк. В 1894 году произведён в поручики. С 3 декабря 1897 по 4 января 1901 года был откомандирован в штаб 1-й гвардейской кавалерийской дивизии для письменных занятий по мобилизации. В 1899 году произведён в штабс-ротмистры. 6 марта 1901 года уволен по болезни от службы ротмистром, с мундиром, и назначен чиновником особых поручений при министре внутренних дел, с переименованием в коллежские асессоры. В том же году был пожалован придворным званием «в должности церемониймейстера».
10 декабря 1902 года назначен исправляющим должность московского вице-губернатора.
В 1904 году был пожалован в церемониймейстеры, а 23 июля 1905 года причислен к Министерству внутренних дел. Состоял почётным мировым судьёй по Подольскому уезду. В марте 1912 года был награждён чином действительного статского советника. В 1915—1916 годах был чиновником особых поручений при министре внутренних дел, затем — вице-директором департамента общих дел.
В мае 1916 года был назначен петроградским губернатором и занимал эту должность до 6 марта 1917 года, когда по распоряжению Временного правительства был отстранён (в исполнение обязанностей петроградского губернатора вступил комиссар Временного правительства Яковлев).
Арестован большевиками 13 ноября 1918 года в Москве и расстрелян в январе 1919 года.

## Награды
- Орден Святого Станислава 3-й ст. (1899);
- Орден Святого Владимира 4-й ст. (1915).
- медаль «В память царствования императора Александра III»
- медаль «В память коронации императора Николая II»
- медаль «В память 200-летия Полтавской битвы»
- медаль «В память 300-летия царствования дома Романовых»

Иностранные:
- испанский Орден Изабеллы Католической, командорский крест;
- австрийский Орден Франца-Иосифа 3-й ст.;
- болгарский Орден Святого Александра 5-й ст.;
- черногорский Орден Князя Даниила I 4-й ст.

## Семья
С 29 июня 1894 года был женат на фрейлине двора графине Анне Сергеевне Шереметевой (1873—1949), дочери графа С. Д. Шереметева и княжны Е. П. Вяземской. Отец, узнав о выборе дочери, сказал: «Твой вкус — не мой вкус». В приданое за дочерью он дал подмосковное имение Вороново. Судя по дневниковым записям Анны Сергеевны, союз был удачен. В браке родились:
- Алексей (1895—1899)
- Борис (25.08.1897 — 02.08.1938) арестовывался несколько раз (1918, 1922, 1924, 1929 годах); в 1936 году был арестован и приговорён к пяти годам лишения свободы[8][9]. Скончался в Белбалтлаге[10]. Считается самым молодым автором брошюры о канарейках[11].
- Ксения (1900—1984[12][13]). 21 февраля 1938 года приговорена к 10 годам ИТЛ, отправлена в лагерь, а затем в ссылку. В 1950-х годах вернулась во Владимир, где и скончалась[10][14][15].
- Юрий (29.09.1904 — 10.02.1937), в 1938 году — заключённый Ухтпечлага; 7 декабря 1937 года арестован[16], 25 декабря приговорён к ВМН и 10 февраля 1938 года расстрелян по статье 58-10 УК РСФСР[8][10].

Во втором браке Анна Сергеевна Сабурова была замужем на В.С.Гадоном.
После Октябрьской революции Анну Сергеевну несколько раз арестовывали, приговорили к 3 годам ссылки с заменой на ограничение проживания. Жила сначала в Калуге, затем во Владимире.  После возвращения из лагеря дочери Ксении вместе с ней преподавала английский язык.  Похоронена на Князь-Владимирском кладбище.